# Le Secret (Bernstein)
Pour les articles homonymes, voir Le Secret.
Le Secret est une pièce de théâtre d'Henri Bernstein créée au Théâtre des Bouffes-Parisiens le 22 mars 1913.

## Théâtre des Bouffes-Parisiens,1913
À partir du 22 mars 1913 au Théâtre des Bouffes-Parisiens.
- Personnages et interprètes :
  - Gabrielle Jannelot : Simone Le Bargy
  - Constant Jannelot : Claude Garry
  - Denis Le Guenn : Victor Boucher
  - Henriette Hozleur : Madeleine Lély
  - Clotilde de Sauvageat : Marcelle Josset
  - Charlie : Henry Roussell

## Théâtre des Ambassadeurs,1946
- Mise en scène : Pierre Dux
- Interprètes :
  - Marie Bell
  - Hélène Perdrière
  - Jean Debucourt

## Théâtre Montparnasse,1987
À partir du 26 novembre 1987 au Théâtre Montparnasse.
- Mise en scène : Andréas Voutsinás
- Costumes : Loris Azzaro
- Personnages et interprètes :
  - Gabrielle Jannelot : Anny Duperey
  - Constant Jannelot : Pierre Vaneck
  - Denis Le Guenn : Fabrice Luchini
  - Henriette Hozleur : Nicole Jamet
  - Clotilde de Savageat : Odile Mallet
  - Charlie Ponta Tulli : Jean Hache

Pierre Vaneck reçoit le Molière du comédien dans un second rôle en 1988 pour cette pièce, qui est également nommée dans quatre catégories : comédienne, comédien dans un second rôle, comédienne dans un second rôle, créateur de costumes.